# Schlacht von Cannae (1018)
Die zweite Schlacht von Cannae fand im Oktober 1018 am Fluss Ofanto zwischen den Byzantinern unter Führung des Katepans Basileios Boioannes und süditalienischen Aufständischen  unter Führung des Meles von Bari statt, welche die Byzantiner aus Süditalien vertreiben wollten. 
Die Aufstandsbewegung wurde von den langobardischen Fürsten Süditaliens sowie von Papst Benedikt VIII. unterstützt, der  außerdem eine größere Anzahl von normannischen Soldrittern unter Rainulf Drengot angeworben hatte, die einen wesentlichen Teil der antibyzantinischen Streitmacht bildeten. Zunächst waren die Aufständischen seit 1017 erfolgreich. Erst im Herbst 1018 konnten die zahlenmäßig überlegenen byzantinischen Truppen in einer blutigen Schlacht einen vollständigen Sieg erringen und  so die byzantinische Herrschaft noch einmal für zwei Jahrzehnte stabilisieren. Auch Salerno unter Fürst Waimar IV. musste vorübergehend die byzantinische Oberhoheit anerkennen. Die von den Aufständischen angeworbenen Normannen jedoch blieben trotz der erlittenen Verluste im Land, holten weitere Einwanderer nach und gründeten eine eigenständige Herrschaft, die im Laufe der nächsten Jahrzehnte alle machtpolitischen Konkurrenten (Byzantiner, langobardische Fürsten, Araber) in Süditalien verdrängen sollte.